# Khufukhaf I
Khufukhaf I, o Khaefkhufu I, (Ḫʿj-f-Ḫwfw, "Sorgit de Khufu") va ser un príncep egipci i djati de la IV Dinastia. Era fill del faraó Khufu.

## Biografia
Khufukhaf era fill del faraó Khufu, mig germà del faraó Djedefre i germà complet del faraó Khefren i del príncep Minkhaf. La seva mare podria haver estat la reina Henutsen; la piràmide d'aquesta reina es troba al costat de la seva tomba mastaba. La seva dona es deia Nefertkau II i va ser enterrada amb ell a Guiza.
Va exercir de djati (governador del país a les ordres del faraó), possiblement cap al final del regnat de Khufu o durant el regnat del seu germà Khafra.

## Tomba

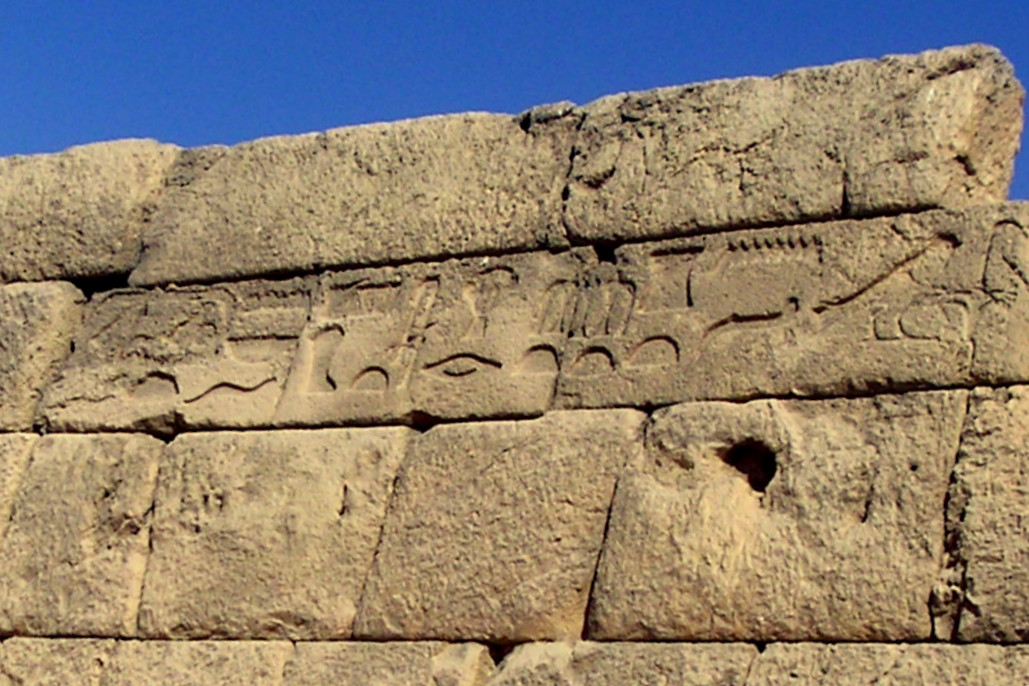
Detall de la mastaba de Khufukhaf, a la necròpoli de Guiza.

Khufukhaf tenia una doble mastaba (tomba G 7130-7140) al camp oriental de la necròpolis de Guiza. La mastaba G 7130 s'atribueix a l'esposa de Khufukhaf, Nefertkau. La G 7140 pertanyia al propi Khufukhaf.
Khufukhaf apareix representat amb la reina Henutsen al saló de la Mastaba. També s'hi esmenten diversos fills que va tenir. A un fill anomenat Wetka (o Tuka) se'l representa a la capella de la mastaba. Un altre fill anomenat Iuenka (o Iun-ka) també hi surt representat. Iunka porta el títol de Fill del rei a la tomba. Khufukhaf també va tenir una filla.

## Títols
Khufukhaf formava part del nivell més alt de l'administració i va ser elevat a djati probablement durant el regnat de Khefren, el seu germà. Aquest rang, el més alt de l'època, estava estrictament reservat a la família propera del faraó durant la IV dinastia.
| Títol                  | Traducció                                                                                                   | Índex Jones |
| ---------------------- | --- | ----------- |
| iry-pˁt                | príncep / noble hereditari, "guardià dels patricis"                                                         | 1157        |
| ˁḏ-mr dp               | administrador oficial de Dep (Buto)                                                                         | 1348        |
| wḏ-mdw n ḥry(w)-wḏb(w) | qui dona ordres als encarregats de les reversions (ofrenes)                                                 | 1500        |
| mdw ḥp                 | pastor d'Apis                                                                                               | 1699        |
| ḥm Bȝw Nḫn             | servidor de les Ànimes de Nekhen / Hierakonpolis                                                            | 1877        |
| ḥm-nṯr ḥr ḳȝ-ˁ         | sacerdot d'Horus elevat de braç                                                                             | 2075        |
| ḥm-nṯr ḫwfw            | sacerdot de Khufu                                                                                           | 2087        |
| ḥrỉ-wḏb m ḥwt-ˁnḫ      | mestre de la generositat / qui s'encarrega de les reversions (de les ofrenes) a la casa / mansió de la vida | 2215        |
| ḫrp ˁḥ                 | director del ˁḥ palau                                                                                       | 2579        |
| zȝ nswt                | fill del Rei                                                                                                | 2911        |
| zȝ nswt n ẖt.f         | fill del Rei del seu cos                                                                                    | 2912        |
| smr wˁty               | únic company                                                                                                | 3268        |
| tȝyty zȝb ṯȝty         | el de la cortina, primer jutge, visir                                                                       | 3706        |
| wr di.w pr ḏḥwty       | el més gran dels cinc al temple de Thoth                                                                    | 1471        |

NOTAː Traducció i índexs de Dilwyn Jones.